# Doris Steinmüller
Doris Steinmüller (* 24. Januar 1945 in Würzburg) ist eine deutsche, heute inaktive Schauspielerin und ehemalige Fernsehshowassistentin.

## Leben und Wirken
Die gebürtige Würzburgerin sammelte bereits in jungen Jahren Show-Erfahrungen, als sie einem Zauberkünstler assistierte und nebenbei 1966 den Titel „Miss Magie“ gewann, wie Der Spiegel im November 1967 zu berichten wusste. Sie besuchte dann das Konservatorium ihrer Heimatstadt und ließ sich dort im Fach Schauspiel ausbilden. Es folgten drei Jahre Theaterarbeit in Ulm währenddessen sie ab Jahresbeginn 1968 als Assistentin von Hans-Joachim Kulenkampff in der populären ARD-Samstagabend-Quizshow Einer wird gewinnen ihre ersten Auftritte vor der Kamera absolvierte.
Noch im selben Jahr wurde ihr eine kleine Filmrolle in dem Jerry-Cotton-Krimi Der Tod im roten Jaguar angeboten. Es folgten bis Mitte der 1970er Jahre weitere kleinere Rollen in Fernsehfilmen. Steinmüller vernachlässigte in dieser Zeit aber auch nicht das Theater und spielte u. a. 1972 in Zufall, alles Zufall oder Die vertagte Hochzeitsnacht an der Seite von Willy Millowitsch an dessen Kölner Bühne und in der darauf folgenden Spielzeit an Hamburgs Das junge Theater. Nach 1976 verliert sich die Spur von Doris Steinmüller.

## Filmografie
- 1968: Der Tod im roten Jaguar
- 1969: Die grüne Nacht von Ziegenberg
- 1971: Komische Geschichten mit Georg Thomalla (eine Folge)
- 1972: Sohn gegen Vater
- 1972: Hamburg Transit (TV-Serie, eine Folge)
- 1972: Zufall, alles Zufall
- 1973: Im Auftrag von Madame (TV-Serie, eine Folge)
- 1974–75: Aus Liebe zum Sport
- 1976: Alle Jahre wieder – Die Familie Semmeling